# Fljótsdalshreppur
Fljótsdalshreppur – gmina we wschodniej Islandii, w regionie Austurland, położona na północny wschód od lodowca Vatnajökull, obejmująca tereny w dolinie Fljótsdalur nad górnym biegiem rzeki Jökulsá í Fljótsdal aż do jej ujścia do jeziora Lagarfljót. Rozległa i słabo zaludniona gmina - zamieszkuje ją 75 osób (2015), a w 2018 - 76 osób. Brak większych osad na jej terenie.

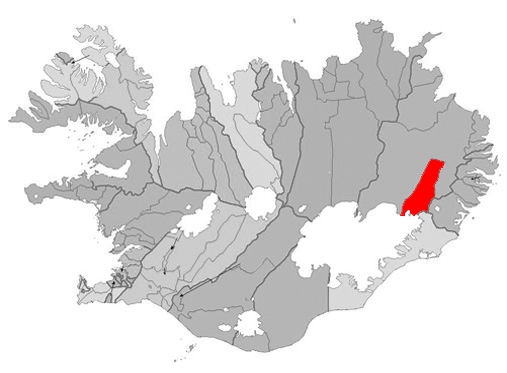
Położenie gminy Fljótsdalshreppur na mapie administracyjnej kraju

W osadzie Skriðuklaustur mieści się dom islandzkiego pisarza Gunnara Gunnarssona oraz punkt informacyjny Parku Narodowego Vatnajökull. W pobliżu podziwiać można wodospad Hengifoss.
Gminę Fljótsdalshreppur z drogą krajową nr 1 w okolicach Egilsstaðir łączy droga nr 931 biegnąca wzdłuż jeziora Lagarfljót. 